# Vanderwulpella anceps
Vanderwulpella anceps är en tvåvingeart som först beskrevs av Wulp 1892.  Vanderwulpella anceps ingår i släktet Vanderwulpella och familjen parasitflugor. Inga underarter finns listade i Catalogue of Life.